# 勒蒙库尔
勒蒙库尔（法語：Remoncourt，法語發音：[ʁəmɔ̃kuʁ] ⓘ）是法国大東部大區孚日省的一个市镇，属于讷沙托区。

## 地理
勒蒙库尔（48°13'46"N, 6°3'6"E）面积14.52 平方千米，位于法国大東部大區孚日省，该省份为法国东北部内陆省份，北起默兹省和默尔特-摩泽尔省，西接上马恩省，南至上索恩省和贝尔福地区省，东临上莱茵省和下莱茵省。
与勒蒙库尔接壤的市镇（或旧市镇、城区）包括：多梅夫尔苏蒙福尔、栋于连、埃莱、埃特雷讷、阿雷维尔、蒙蒂勒勒塞克、拉讷沃维尔-苏蒙福尔、罗兹罗特、瓦尔弗鲁瓦库尔。

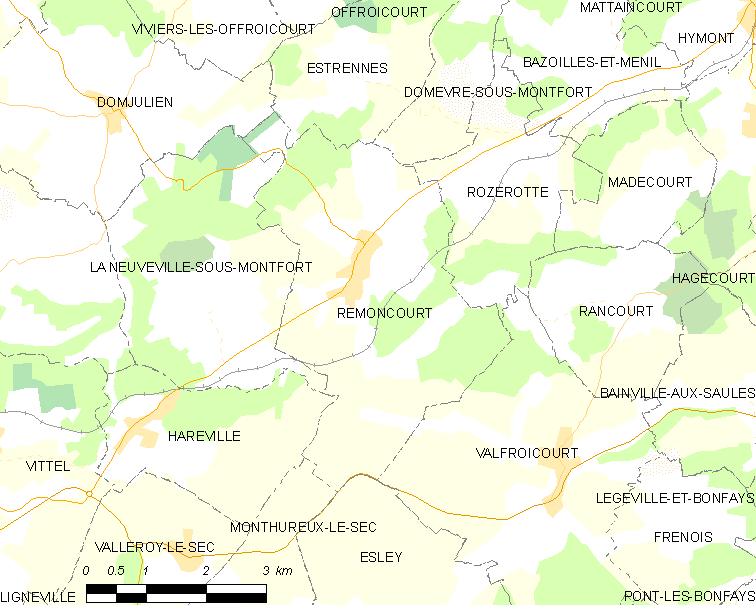
勒蒙库尔的OSM定位图

勒蒙库尔的时区为UTC+01:00、UTC+02:00（夏令时）。

## 行政
勒蒙库尔的邮政编码为88800，INSEE市镇编码为88385。

## 政治
勒蒙库尔所属的省级选区为维泰勒县。

## 人口

1962-2008年间勒蒙库尔人口变化图示

勒蒙库尔于2022年1月1日时的人口数量为568人。